# Sanjō, Niigata
Sanjō (tiếng Nhật: 三条市 Xan-chô) là một thành phố thuộc tỉnh Niigata, Nhật Bản.